# Gorsko Ablanovo, Tărgoviște
Gorsko Ablanovo (în bulgară Горско Абланово) este un sat în comuna Opaka, regiunea Tărgoviște,  Bulgaria. 

## Demografie
Componența etnică a satului Gorsko Ablanovo
     Turci (26,81%)
     Bulgari (53,13%)
     Nicio identificare (19,04%)
     Altele (1%)
La recensământul din 2011, populația satului Gorsko Ablanovo era de 399 locuitori. Din punct de vedere etnic, majoritatea locuitorilor (53,13%) erau bulgari, cu o minoritate de turci (26,81%). Pentru 19,04% din locuitori nu este cunoscută apartenența etnică.